# Dactylorhiza nieschalkiorum
Dactylorhiza nieschalkiorum är en orkidéart som beskrevs av Helmut Baumann och Siegfried Künkele. Dactylorhiza nieschalkiorum ingår i Handnyckelsläktet som ingår i familjen orkidéer. Inga underarter finns listade i Catalogue of Life.